# Louis Stracké
Louis Stracké, auch Lodevikus Ignatius Stracké oder Lodewijk Ignatius Stracké (* 30. Juli 1856 in Arnheim, Provinz Gelderland; † 21. oder 25. Januar 1934 in Baarn, Provinz Utrecht), war ein niederländischer Maler und Grafiker.

## Leben
Louis Stracké war ein Sohn des Bildhauers Frans Stracké aus dessen erster Ehe mit Johanna Geertruida Verwaijen (1814–1877). Sein älterer Bruder war der Bildhauer Xavier Stracké (1850–1888). Mit ihm gehörte er zur dritten Generation der von seinem Großvater Ignatius Stracké aus Dorsten begründeten deutsch-niederländischen Künstlerdynastie Stracké (Stracke).
Stracké war Schüler seines Vaters sowie von Charles Verlat an der Koninklijke Academie voor Schone Kunsten in Antwerpen. Außerdem besuchte er von 1873 bis 1883 die Rijksakademie van beeldende kunsten in Amsterdam, wo er bis 1893 lebte und arbeitete. Dort war er Mitglied der  Sozietät Arti et Amicitiae und der Kunstgezelschap Michel Angelo Buonarotti (M. A. B.). 1924 lebte er in Soest, Provinz Utrecht, von 1924 bis zu seinem Tod in Baarn.

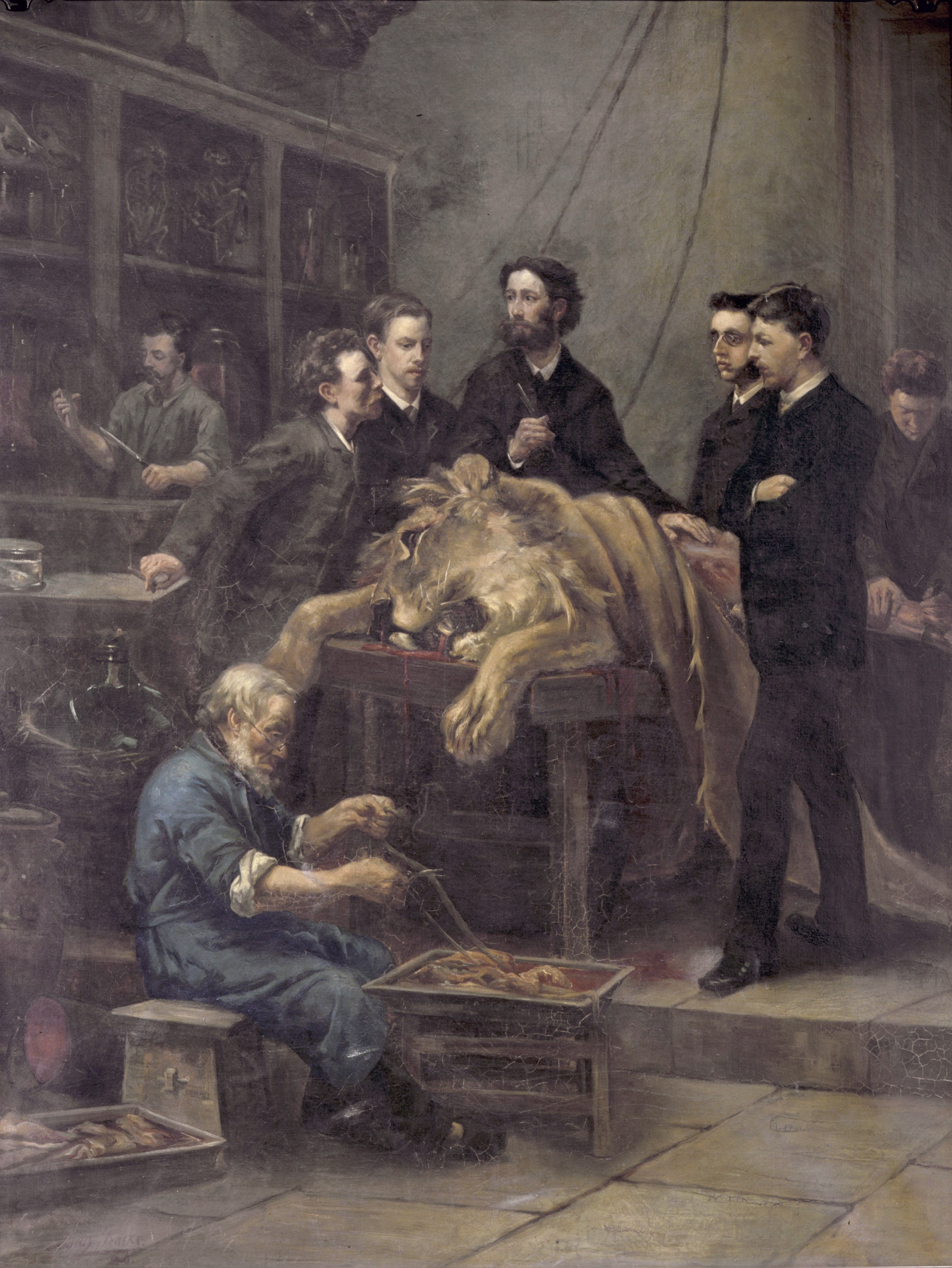
Die Anatomiestunde von Max Weber, 1886, Universitätsmuseum Amsterdam

Als Kunstmaler, Zeichner und Radierer spezialisierte er sich auf Tierstücke, Porträts und Figurendarstellungen. Zu seinen bekannteren Werken zählt das Gemälde Die Anatomiestunde von Max Weber, das 1886 vermutlich auf Initiative von Webers Ehefrau Anna Weber-van Bosse entstand.
Zwischen 1907 und 1914 war Stracké auf Ausstellungen der Kunstenaarsvereniging Sint Lucas vertreten.